# Rauf Denktaş

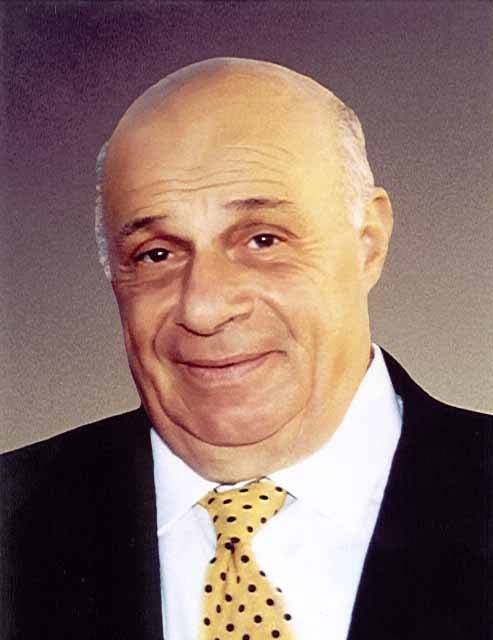
Rauf Denktaş

Rauf Raif Denktaş (även stavat Rauf Denktash), född 27 januari 1924 i Pafos, Cypern, död 13 januari 2012 i Nicosia, var en turkcypriotisk advokat och politiker. För dem som erkänner Nordcypern som stat, räknas Denktaş som dess nationalfader. Turkcyprioterna valde honom till sin president 1985, vilket han förblev till 2005. Han dominerade politiken på Nordcypern under många årtionden.

## Uppväxt och unga år
Denktaş föddes i Pafos och tog examen från Engelska skolan i Nicosia. Därefter arbetade han som översättare i Famagusta, sedan vid domstolen, och var under ett år lärare i engelska vid Engelska skolan. Han begav sig till London och utbildade sig först till lärare, och sedan till jurist vid Lincoln's Inn. Därifrån tog han examen 1947 och återvände hem för att praktisera som advokat.
År 1948 var Denktaş medlem i den konsultativa församling som sökte självstyre för Cypern, och blev medlem av Kommittén för turkiska angelägenheter. Han blev åklagare 1949, vilket han var till 1958. I den egenskapen åtalade han några medlemmar av EOKA, vilka befanns skyldiga och avrättades genom hängning eller fängslades.

## Politisk karriär
År 1957 deltog Denktaş i bildandet av Turkiska motståndsrörelsen (TMT), en underjordisk gerillaorganisation som bildades för att kämpa mot EOKA:s strid för enosis, och som syftade till en delning av Cypern. Han framträdde inför FN:s generalförsamling 1958 å turkcyprioternas vägnar, och i december samma år var han rådgivare åt den turkiska regeringen om turkcyprioternas rättigheter i förberedelsen till upprättandet av Zürichavtalet, som undertecknades den 19 februari 1959. 1960 blev Cypern självständigt från Storbritannien, och Republiken Cypern utropades. Denktaş valdes till ordförande i turkcypriotiska kommunfullmäktige.
I november 1963 sände president Makarios III ett dokument till Turkiet, Grekland och Storbritannien, om förslag till en serie tillägg och förändringar i författningen, i avsikt att underlätta landets styrelse och förvaltning. Med anledning av detta reste Denktaş till Ankara för att rådslå med den turkiska regeringen. Därefter förbjöds han av grekcyprioterna att återvända till ön, med hänvisning till hans inblandning i TMT:s verksamhet, och förbudet kvarstod till 1968.
Efter militärkuppen 15 juli 1974, under krisen, invaderade Turkiet ensamt Cyperns norra kust. Fastän Turkiets militära inblandning ledde till att diktaturen föll och den konstitutionella ordningen återställdes, fortsatte Turkiet sin framryckning på ön. Turkiets armé tog 37 procent av öns yta i besittning, under sitt andra anfall den 14 augusti 1974, och nådde Famagusta. 1976 valdes Denktaş till president av Den turkiska federationen Cypern, ett statsanspråk som fördömdes av FN och endast erkändes av Turkiet.
Han valdes till president en andra mandatperiod 1981. Vid utropandet av Turkiska republiken Cypern 1983, spelade han en nyckelroll, men inte heller denna statsbildning erkändes av något annat land än Turkiet. Sedan valdes han 1985, 1990, 1995 och 2000 till Nordcyperns president.
Denktaş var huvudförhandlare för turkcyprioterna i FN:s fredssamtal sedan 1968. Under åren misslyckades otaliga försök till fred från FN, USA, EU och Storbritannien, delvis på grund av honom.

## Sedan 2000
Runt år 2000 förnyades försöken att finna en lösning, till följd av att både Cypern och Nordcypern sökte medlemskap i EU. 2002 demonstrerade massor av turkcyprioter på Nordcypern för att ena ön, vilket skulle ge dem medborgarskap i EU när Cypern blev medlem 2004. I valet till lagstiftande församling i december 2003, förlorade Denktaş parti stort, vilket antydde att hans dagar som självskriven ledare över turkcyprioterna var räknade.
I februari 2004 deltog Denktaş i en ny runda av FN-ledda fredssamtal med grekcyprioterna, i syfte att återförena landet. Liksom grekcyprioternas dåvarande president Tassos Papadopoulos, var han i slutänden emot Annanplanen, som lagts fram av FN:s generalsekreterare Kofi Annan, men medgav en folkomröstning. Denna ägde rum den 24 april 2004, på båda sidor av FN:s buffertzon som löper genom Cypern och skiljer sidorna åt. Annanplanen fick stöd av 65 procent av turkcyprioterna, men avvisades av en överväldigande majoritet av grekcyprioterna.
Den 14 maj 2004 lät Denktaş meddela att han inte skulle ställa upp för en femte mandatperiod som president. Hans tillförordnande som president löpte ut efter valet den 17 april 2005, vid vilket Mehmet Ali Talat segrade.

## Privatliv
Denktaş fördrev sin fritid med fotografering och författande. Hans fotografier har ställts ut i USA, Storbritannien, Australien, Italien, Sovjetunionen, Polen, Frankrike, Österrike och Turkiet. Han skrev omkring 50 böcker, på engelska och turkiska. Mellan åren 1949 och 1957 skrev han flera artiklar i tidningen Halkın Sesi som utgavs av Fazil Küçük, den förste vicepresidenten av Republiken Cypern.
Han erhöll flera utmärkelser och hedersdoktorat i Turkiet och USA. Han var gift och hade en son och två döttrar. En son förlorade han i en trafikolycka och en annan till följd av tonsillectomi. Den överlevande sonen, Serdar Denktaş, är också politiker, och sedan 2004 vice premiärminister och utrikesminister.